# Лена Сквоттер и парагон возмездия (роман)
Ле́на Скво́ттер и параго́н возме́здия — роман Леонида Каганова, изданный в феврале 2010 года.
Произведение можно отнести к научно-фантастической литературе, однако по просьбе автора книга была выпущена издательством «АСТ» вне серии «Звездный лабиринт». Слоган, размещенный на обложке, гласит: Хватит обложку разглядывать — читайте книгу!

## Содержание
Офисный гений Илена Сквоттер отправляется вместе с практиканткой Дарьей на встречу с загадочным владельцем пивзавода. Тот успевает рассказать о таинственном месте, где исполняется одно желание, после чего погибает. Илена решает найти это место и вместе с Дарьей начинает собственное расследование. В поисках девушки посетят несколько городов России и других стран мира, встретятся с самыми разными представителями общества и поймут очень многое о самих себе. В романе поднимаются важные проблемы современного общества.

## История создания
По признанию автора, роман писался на протяжении 5 лет, периодически выкладываясь писателем в виде отдельных глав в его личном блоге. Читатели блога принимали участие в переводе отдельных слов в тексте на иностранные языки, а также в придумывании слогана, размещенного на обложке книги.
С 31 января 2011 года доступна для свободного скачивания на сайте автора.